# South Barre
South Barre és una concentració de població designada pel cens dels Estats Units a l'estat de Vermont. Segons el cens del 2000 tenia 1.242 habitants.

## Demografia
Segons el cens del 2000, South Barre tenia 1.242 habitants, 534 habitatges, i 367 famílies. La densitat de població era de 229,4 habitants per km².
Dels 534 habitatges en un 28,5% hi vivien nens de menys de 18 anys, en un 57,7% hi vivien parelles casades, en un 7,9% dones solteres, i en un 31,1% no eren unitats familiars. En el 26,8% dels habitatges hi vivien persones soles el 10,3% de les quals corresponia a persones de 65 anys o més que vivien soles. El nombre mitjà de persones vivint en cada habitatge era de 2,33 i el nombre mitjà de persones que vivien en cada família era de 2,78.
Per edats la població es repartia de la següent manera: un 21,7% tenia menys de 18 anys, un 6,6% entre 18 i 24, un 26% entre 25 i 44, un 30,3% de 45 a 60 i un 15,5% 65 anys o més.
L'edat mediana era de 42 anys. Per cada 100 dones de 18 o més anys hi havia 91,5 homes.
La renda mediana per habitatge era de 38.750 $ i la renda mediana per família de 50.625 $. Els homes tenien una renda mediana de 32.167 $ mentre que les dones 22.974 $. La renda per capita de la població era de 23.480 $. Entorn del 2,9% de les famílies i el 5,7% de la població estaven per davall del llindar de pobresa.

## Poblacions més properes
El següent diagrama mostra les poblacions més properes.